# Gode Gud, när vi har drivits
Gode Gud, när vi har drivits är en psalm vars text är skriven av Shirley Murray och översatt till svenska av Cecilia Cervin och Per Harling. Musiken är skriven av Per Gunnar Petersson.

## Publicerad som
- Nr 844 i Psalmer i 2000-talet under rubriken "Människosyn, människan i Guds hand".